# Shah Alam
Shah Alam es una ciudad planificada de Malasia construida tras la independencia en 1957. Es la capital del estado de Selangor, situado en la zona occidental de Malasia Peninsular. 
Tiene una población de cerca de 740.000 habitantes. Se encuentra a 25 km al occidente de Kuala Lumpur, la capital nacional. En 1978 la remplazó como capital regional de Selangor.

## Historia
Malasia creció rápidamente después de su independencia en 1957 bajo su segundo primer ministro de Malasia, Allahyarham Tun Abdul Razak Hussein. Shah Alam fue una vez conocido como Sungai Renggam y se destacó por sus propiedades de caucho y palma aceitera. Más tarde, la misma área fue identificada como Batu Tiga antes de la independencia de Malasia, y ha sido un centro de comercio de caucho y aceite de palma durante siglos. La plantación Sungai Renggam fue destinada al desarrollo de un municipio por el gobierno de Selangor en 1963, y bajo las recomendaciones de Vlado Antolic, un asesor de planificación urbana de las Naciones Unidas, eligió el sitio actual estratégicamente ubicado entre Kuala Lumpur y Port Klang.
Su nombre actual fue elegido por el entonces sultán estatal de Selangor, el sultán Salahuddin Abdul Aziz Shah, en honor a su difunto padre, el sultán Alam Shah. Muchos otros monumentos, edificios e incluso una calle llevan el nombre del difunto Sultán. Shah Alam se abrió en 1963 con el propósito de convertirlo en el nuevo centro administrativo de Selangor, reemplazando a Kuala Lumpur, que se convirtió en territorio federal el 1 de febrero de 1974. Con el consentimiento del Sultán, Shah Alam se proclamó la capital de Selangor el 7 de diciembre de 1978 con una superficie de 41,68 km², y administrado por un consejo municipal. Shah Alam había encontrado varios procesos para extender sus áreas y el último fue el 1 de enero de 1997. A través del Plan Gaceta 1190, Shah Alam se extendió a 293 km².
Shah Alam recibió el estatus de ciudad el 10 de octubre de 2000 con Dato' Haji Abu Sujak Haji Mahmud como primer alcalde. Recientemente se desempeñó como diputado Menteri Besar o primer ministro de Selangor. Abu Sujak declaró la visión de hacer de Shah Alam una ciudad moderna con una identidad única de Bandaraya Melayu ("Ciudad Malaya"), mostrando los logros de la raza malaya en todos los sectores. En línea con esta identidad, Shah Alam fue declarada la primera ciudad del mundo sin medios de entretenimiento para evitar cualquier actividad de vicio.